# Terremoto de Tonga de 2009
El terremoto de Tonga de 2009 fue un terremoto de magnitud 7.6 según los cálculos de la United States Geological Survey, que tuvo lugar el 19 de marzo de 2009 a 200 kilómetros al sureste de las costas de Tonga, en el océano Pacífico. Se produjo a las 18:17:41 UTC y el epicentro se encontraba a una profundidad de 34 kilómetros. Tras producirse el sismo se activó el plan de emergencia por un posible tsunami, aunque fue cancelado más tarde. Poco después se produjo una réplica de magnitud 5,3.
El 20 de marzo (UTC) se produjeron dos réplicas más, de magnitud 5,4 y 5,0 Mw, y una más el 21 de marzo, con una magnitud de 5,0. El día 23 de marzo se produjo otro movimiento de 5,2 Mw, dos de 5,2 Mw el 25 de marzo, y otro de 5,3 el 26 de marzo. El seísmo se produjo aproximadamente a unos 220 kilómetros de Nukualofa, capital de Tonga, y a más de 3.000 kilómetros de la Isla Norte de Nueva Zelanda. Inicialmente las noticias indicaban que no se habían producido víctimas ni daños de importancia.
El terremoto se produjo cuatro días después del inicio de una importante erupción volcánica submarina cerca de Hunga Tonga. Aunque no se ha confirmado que ambos fenómenos estén relacionados, Ken Hudnt, geofísico del United States Geological Survey ha apuntado que «parece sugerente en este momento». Keleti Mafi, sismólogo jefe del gobierno de Tonga, ha sugerido que el terremoto podría haber tenido un impacto directo sobre la erupción volcánica, indicando que «la fuerza del terremoto pudo haber quebrado la abertura submarina del volcán y permitir que fuera expulsado una mayor cantidad de magma».